# Błonica
     brak
     1–49 zgłoszonych przypadków
     50–99 zgłoszonych przypadków
     Ponad 100 zgłoszonych przypadków

Przypadki błonicy zgłoszone do WHO między 1997 a 2006:
brak
1–49 zgłoszonych przypadków
50–99 zgłoszonych przypadków
Ponad 100 zgłoszonych przypadków

Błonica – choroba zakaźna, najczęściej występująca u dzieci, wywoływana przez maczugowiec błonicy. Głównym czynnikiem chorobotwórczym jest wytwarzany przez niektóre szczepy tych bakterii jad: toksyna błonicza.
W Polsce wprowadzono obowiązkowe szczepienia ochronne (w postaci szczepionki Di-Per-Te, DPT/DTP).

## Postacie błonicy
Błonica przenosi się głównie drogą kropelkową lub bardzo rzadko przy zakażeniach przyrannych.
Wyróżnia się kilka postaci tej choroby.

### Błonica gardła
Błonica gardła (inaczej dyfteryt) jest najczęstszą postacią błonicy.
Objawy:
Umiarkowana gorączka, bladość twarzy, niezbyt duże bóle gardła, utrudnione połykanie, tak zwana mowa kluskowata, obrzmienie węzłów chłonnych podżuchwowych oraz nalot w gardle (często łączący się w jednolitą błonę rzekomą o barwie białawoszarej). Wokół nalotów tworzą się charakterystyczne przekrwienia.

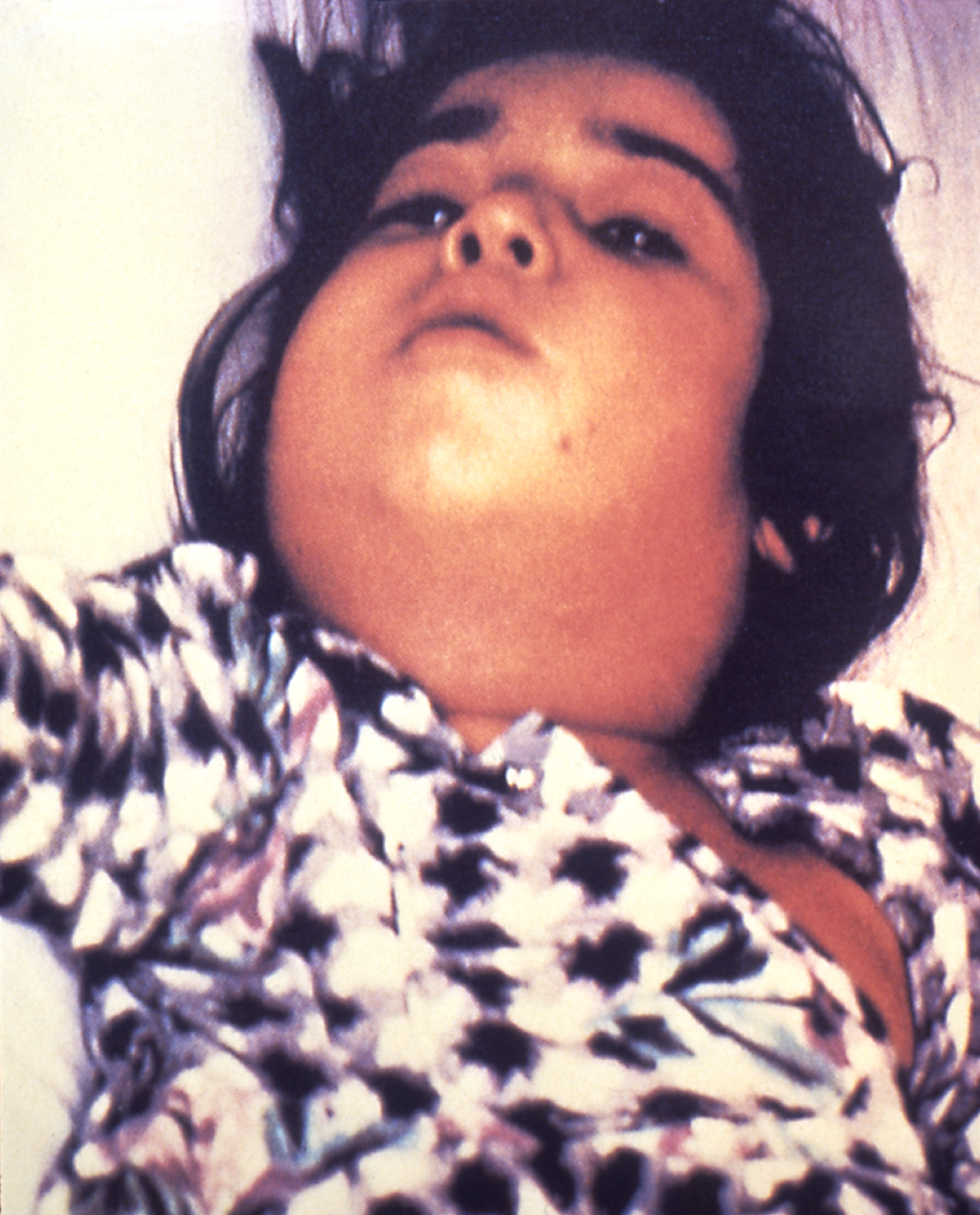
„Szyja Nerona”

W ciężkiej postaci błonicy naloty są rozległe, koloru krwistobrunatnego. Towarzyszą im znaczne zwiększenia węzłów chłonnych, powstaje szczególny wygląd szyi, tak zwana szyja prokonsula, szyja Nerona lub szyja cesarza.
Dochodzi także do dużego, ogólnego zatrucia organizmu (intoksykacji). Tętno jest bardzo szybkie i miękkie, występują zaburzenia pracy serca (zmiany martwiczo-zapalne mięśnia sercowego, ciężkie zmiany prowadzą do śmierci), a także cięższe porażenie mięśni.
Wyleczenie:
Wychodzenie z choroby jest długotrwałe. Wszystkie zmiany narządowe cofają się.

### Błonica krtani
Błonica krtani (inaczej dławiec, krup, fałszywy krup) występuje w pierwszych latach życia.
Objawy:
Zwężenie się szpary głośni (obrzęk i nalot na strunach głosowych), stale nasilająca się duszność, głośny, szczekający kaszel, narastająca chrypka (zmieniająca się w bezgłos w końcowym stadium).
Po zainfekowaniu gardła dochodzą objawy ogólnego zatrucia organizmu.
Przy braku odpowiedniej pomocy prowadzi do uduszenia się.

### Błonica nosa
Najlżejsza postać choroby, bez objawów zatrucia.
Objawy:
Niewielkie zmiany błony śluzowej nosa (często jednostronne) oraz towarzyszące im wycieki śluzowo-krwiste lub ropno-krwiste, nadżerki nozdrzy i wargi górnej.
Choroba jest przewlekła, co ma znaczenie epidemiologiczne.

### Błonica ucha lub skóry
Zdarza się bardzo rzadko.

## Leczenie

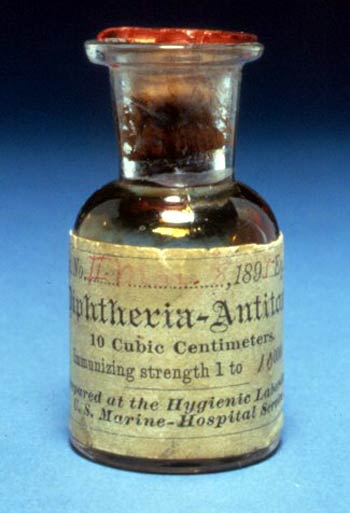
Jedna z pierwszych butelek antytoksyny błoniczej wyprodukowanych przez Hygienic Laboratory

Przy jakichkolwiek podejrzeniach należy koniecznie wezwać lekarza, gdyż wczesne rozpoznanie i leczenie błonicy w dużym stopniu wpływa na wynik leczenia i życie chorego. Swoiste leczenie polega na wstrzyknięciu dawki surowicy (ilość zależy od ciężkości i dnia choroby), która zawiera antytoksynę błoniczą (surowicę przeciwbłoniczą).
Leczenie antybiotykami: (erytromycyną, penicyliną, metronidazolem) ma znaczenie drugorzędowe. Kurację antybiotykową stosuje się tylko przy występowaniu równolegle innego zakażenia gardła (na przykład paciorkowcami).
Dodatkowo podczas leczenia podaje się witaminę C, zespół witamin B oraz kokarboksylazę.
W błonicy krtani konieczna jest, oprócz surowicy, intubacja lub tracheotomia (ratują one życie choremu, udrożniając drogi oddechowe). Leczenie szpitalne jest konieczne.

## Zapobieganie
Polega głównie na obowiązkowych szczepieniach dzieci. Osoby po zetknięciu się z chorobą izoluje się od dzieci i młodzieży do czasu wykonania dwóch kolejnych badań wymazów jamy nosowo-gardłowej, z wynikami ujemnymi. W ognisku zakażenia przeprowadza się odkażenie.

## Klasyfikacja ICD10
| kod ICD10     | nazwa choroby           |
| ------------- | ----------------------- |
| ICD-10: A36   | Błonica                 |
| ICD-10: A36.0 | Błonica gardła          |
| ICD-10: A36.1 | Błonica nosowo-gardłowa |
| ICD-10: A36.2 | Błonica krtani          |
| ICD-10: A36.3 | Błonica skóry           |
| ICD-10: A36.8 | Inne postacie błonicy   |
| ICD-10: A36.9 | Błonica, nieokreślona   |